# Ligne 7 du tramway de Bruxelles
Pour les articles homonymes, voir Ligne 7.
La ligne 7 du tramway de Bruxelles est une ligne de tramway mise en service le 14 mars 2011. Elle relie Vanderkindere à Uccle au plateau du Heysel via Montgomery en empruntant l’axe de grande ceinture, avec un passage souterrain (prémétro) entre Pétillon et Meiser. Elle remplace les lignes 23 (dont elle reprend exactement l'itinéraire) et 24. Elle est cadencée avec la ligne 25. De plus, le tracé de la ligne est aussi appelé « la grande boucle ». En effet, elle dessine une boucle géante nord-est-sud dans Bruxelles.

## Histoire
La ligne 7 du tram de Bruxelles a été mise en service le 14 mars 2011 en remplacement des lignes 23 (intégralement) et 24 (à l'exception de la section nord entre  Princesse Elisabeth et Schaerbeek Gare). Elle est effectuée comme une ligne CHRONO, avec des fréquences plus élevées ; la fréquence entre Princesse Elisabeth et Heysel étant même doublée depuis 2011 (sauf à certaines heures, par exemple, après 20h). Il s’agit d’une ligne de tram fonctionnant en site propre comme les lignes 3 et 4. Cependant, les fréquences n'ont été augmentées qu'entre certaines heures. Elles n'ont pas été changées.

## Tracé et stations
La ligne 7 du tram de Bruxelles part de la place Léon Vanderkindere en correspondance avec les lignes de tram 4, 10 et 92. Ce terminus est un unique quai faisant face à celui du tram 10 vers Churchill. Les trams 7 remontent l'avenue Winston Churchill afin de desservir le rond-point Churchill, terminus de la ligne 10, où les trams de la ligne 7 effectuent couramment un arrêt prolongé en raison du manque de place à Vanderkindere (disposition en tiroir, en pleine voie de la ligne 10). Les trams 7 empruntent aussi la chaussée de Waterloo, desservent Bascule où ils bifurquent sur l'avenue Legrand, permettant la desserte de la station du même nom, en correspondance avec les 93 et 8. Ils suivent ensuite les trams de la ligne 8 jusqu'à Buyl où ils se séparent du 8 et sont rejoints par les trams 25. Les trams 7 desservent ensuite la gare d'Etterbeek, remontent le boulevard Général Jacques, desservant Arsenal. Après la station Pétillon en correspondance avec la ligne de métro 5, les trams s'engouffrent dans le tunnel du prémétro de l'axe de grande ceinture afin de desservir les stations Boileau, Montgomery (en correspondance avec la ligne de métro 1), Georges Henri et Diamant avant de ressortir au niveau de la place Général Meiser où le 7 se sépare de la ligne 25 et est rejoint par la ligne 62 jusqu'à Léopold III. Les 7 emprunteent le boulevard Lambermont jusqu'au shopping center Docks Bruxsel où ils retrouvent la ligne 10 et ligne 35, avant d'atteindre le carrefour Van Praet en enjambant le pont du même nom. Puis, ils s'engouffrent dans le tunnel Léopold utilisé par les trams depuis le 28 août 1957 lequel donne sur un véritable site propre qui longe l'avenue des Croix du Feu ainsi que le Domaine royal de Laeken. Les tramways desservent la station Heembeek où  se situe la bifurcation des trams 10 vers Hôpital Militaire. Arrivés à De Wand, situé dans une tranchée crée à l'occasion de l'Exposition Universelle de 1958, ils renforcent la ligne 19 qui y a son terminus et se sépare  de la ligne 35. Puis, les trams empruntent un tunnel ex-SNCV passant sous les voies de la ligne 35 qui poursuit vers Esplanade et sous le Parc de Laeken pour arriver à l'arrêt Saint-Lambert, point où ils se séparent de la ligne 19 pour remonter à travers un site propre partagé avec la ligne 62 vers le terminus Heysel, en correspondance avec la ligne de métro 6.

### Les stations
|  |   |  | Stations            | Lat/Long                    | Type     | Communes                 | Correspondances                                                                |
|  | - |  | ------------------- | --------------------------- | -------- | ------------------------ | ------------------------------------------------------------------------------ |
|  | ● |  | Vanderkindere       | 50° 48′ 49″ N, 4° 20′ 52″ E |          | Uccle                    | (T) · (4) · (10) · (92)                                                        |
|  | ○ |  | Churchill           | 50° 48′ 43″ N, 4° 21′ 14″ E |          | Uccle                    | (T) · (10)                                                                     |
|  | ○ |  | Cavell              | 50° 48′ 41″ N, 4° 21′ 27″ E |          | Uccle                    | (B) · (60) · (N10)                                                             |
|  | ○ |  | Gossart             | 50° 48′ 41″ N, 4° 21′ 45″ E |          | Uccle                    | (B) · (38)                                                                     |
|  | ○ |  | Longchamp           | 50° 48′ 43″ N, 4° 22′ 03″ E |          | Uccle                    | (B) · (38)                                                                     |
|  | ○ |  | Bascule             | 50° 48′ 54″ N, 4° 22′ 04″ E |          | Uccle/Ixelles            | (B) · (38)                                                                     |
|  | ○ |  | Legrand             | 50° 48′ 56″ N, 4° 22′ 19″ E |          | Bruxelles-ville          | (T) · (8) · (93)                                                               |
|  | ○ |  | Cambre-Étoile       | 50° 48′ 59″ N, 4° 22′ 36″ E |          | Ixelles                  | (T) · (8)                                                                      |
|  | ○ |  | Buyl                | 50° 49′ 06″ N, 4° 22′ 46″ E |          | Ixelles                  | (T) · (8) · (25) · (B) · (71) · (N09)                                          |
|  | ○ |  | Roffiaen            | 50° 49′ 11″ N, 4° 22′ 57″ E |          | Ixelles                  | (T) · (25)                                                                     |
|  | ○ |  | Etterbeek Gare      | 50° 49′ 20″ N, 4° 23′ 21″ E |          | Ixelles                  | (T) · (25) · (B) · (95) · (N08) · (N09)                                        |
|  | ○ |  | VUB                 | 50° 49′ 29″ N, 4° 23′ 37″ E |          | Etterbeek                | (T) · (25)                                                                     |
|  | ○ |  | Arsenal             | 50° 49′ 34″ N, 4° 23′ 49″ E |          | Etterbeek                | (T) · (25) · (B) · (34) · (N09)                                                |
|  | ○ |  | Pétillon            | 50° 49′ 46″ N, 4° 24′ 09″ E |          | Etterbeek                | (M) · (5) · (T) · (25)                                                         |
|  | ○ |  | Boileau             | 50° 49′ 59″ N, 4° 24′ 19″ E | Prémétro | Etterbeek                | (T) · (25) · (B) · (36)                                                        |
|  | ○ |  | Montgomery          | 50° 50′ 15″ N, 4° 24′ 27″ E | Prémétro | Woluwe-Saint-Pierre      | (M) · (1) · (T) · (25) · (39) · (44) · (81) · (B) · (27) · (61) · (80) · (N06) |
|  | ○ |  | Georges Henri       | 50° 50′ 38″ N, 4° 24′ 19″ E | Prémétro | Woluwe-Saint-Lambert     | (T) · (25) · (B) · (27) · (28) · (80)                                          |
|  | ○ |  | Diamant             | 50° 50′ 57″ N, 4° 24′ 08″ E | Prémétro | Schaerbeek               | (T) · (25) · (B) · (21) · (28) · (29) · (79) · (N05)                           |
|  | ○ |  | Meiser              | 50° 51′ 18″ N, 4° 23′ 54″ E |          | Schaerbeek               | (T) · (25) · (62) · (B) · (12) · (63) · (N04)                                  |
|  | ○ |  | Léopold III         | 50° 51′ 28″ N, 4° 23′ 50″ E |          | Schaerbeek               | (T) · (62) · (B) · (63) · (N04)                                                |
|  | ○ |  | Chazal              | 50° 51′ 39″ N, 4° 23′ 32″ E |          | Schaerbeek               | (B) · (65)                                                                     |
|  | ○ |  | Héliotropes         | 50° 51′ 47″ N, 4° 23′ 11″ E |          | Schaerbeek               |                                                                                |
|  | ○ |  | Louis Bertrand      | 50° 51′ 58″ N, 4° 23′ 07″ E |          | Schaerbeek               | (B) · (66)                                                                     |
|  | ○ |  | Hôpital Paul Brien  | 50° 52′ 06″ N, 4° 23′ 06″ E |          | Schaerbeek               |                                                                                |
|  | ○ |  | Demolder            | 50° 52′ 19″ N, 4° 22′ 49″ E |          | Schaerbeek               |                                                                                |
|  | ○ |  | Princesse Élisabeth | 50° 52′ 23″ N, 4° 22′ 39″ E |          | Schaerbeek               | (T) · (92) · (B) · (56) · (58) · (59)                                          |
|  | ○ |  | Docks Bruxsel       | 50° 52′ 42″ N, 4° 22′ 29″ E |          | Bruxelles-ville          | 35                                                                             |
|  | ○ |  | Heembeek            | 50° 53′ 19″ N, 4° 22′ 30″ E |          | Laeken (Bruxelles-ville) | 35                                                                             |
|  | ○ |  | Buissonnets         | 50° 53′ 29″ N, 4° 22′ 07″ E |          | Laeken (Bruxelles-ville) | 35                                                                             |
|  | ○ |  | Araucaria           | 50° 53′ 36″ N, 4° 21′ 46″ E |          | Laeken (Bruxelles-ville) | 35                                                                             |
|  | ○ |  | De Wand             | 50° 53′ 43″ N, 4° 21′ 27″ E |          | Laeken (Bruxelles-ville) | 35                                                                             |
|  | ○ |  | Saint-Lambert       | 50° 53′ 26″ N, 4° 20′ 43″ E |          | Laeken (Bruxelles-ville) | (T) · (19) · (62)                                                              |
|  | ● |  | Heysel              | 50° 53′ 48″ N, 4° 20′ 16″ E |          | Laeken (Bruxelles-ville) | (M) · (6) · (T) · (62) · (B) · (83) · (N18)                                    |

## Exploitation de la ligne
La ligne 7 est exploitée par la STIB. Elle fonctionne environ entre 5 h et 1 h, tous les jours sur la totalité du parcours. Les tramways rallient Vanderkindere à Heysel en 50 minutes grâce à la traversée de la Grande Ceinture de Bruxelles en empruntant l’axe de grande ceinture, avec un passage souterrain (prémétro) entre Pétillon et Meiser.
Elle est labellisée CHRONO, un nouveau label attribué par la STIB à ses lignes les plus performantes. Ce label garantit que cette ligne offre un service de qualité, proche de celle du métro, grâce à :
- un trajet en site propre ;
- une desserte rapide ;
- des fréquences élevées ;
- une excellente régularité ;
- l’utilisation de véhicules au confort élevé et spacieux.

### Fréquence
Les temps de parcours sont donnés à titre indicatif à partir du site de la STIB.
- En journée :
  - Du lundi au vendredi, c’est un tram toutes les 6 minutes en heure de pointe et toutes les 7 minutes 30 secondes en heure creuse
  - Du lundi au vendredi (Petites vacances scolaires et grandes vacances), c’est un tram toutes les 8 minutes en heure de pointe et  toutes les 10 minutes en heure creuse
  - Le samedi un tram toutes les 10 minutes,le dimanche après midi un tram toutes les 12 minutes.

- En soirée, c’est un tram toutes les 12 à 15 minutes

### Matériel roulant
La ligne 7 du tram de Bruxelles est principalement exploitée par des T4000 mais quelques T3000 peuvent encore circuler de manière exceptionnelle. Tous deux des nouveaux trams à plancher bas intégral, de long gabarit et très grande capacité du réseau, ils représentent le renouveau du tramway à Bruxelles, par rapport aux tramways PCC actuellement en service. Ils ont été construits par la firme Bombardier sous le nom Flexity Outlook : les T 3000 et T 4000.

### Tarification et financement
La tarification de la ligne est identique à celles des autres lignes (hors cas de la desserte de l'aéropport) exploitées par la STIB et dépend soit des titres Brupass et Brupass XL permettant l'accès aux réseaux STIB, TEC, De Lijn et SNCB soit des titres propres à la STIB valables uniquement sur ses lignes.
Le financement du fonctionnement de la ligne, entretien, matériel et charges de personnel, est assuré par la STIB.

## Proposition de prolongement
Le 24 juin 2021, le conseil communal de la commune bruxelloise d'Uccle a demandé une étude de faisabilité pour le prolongement du tram 7 de la place Vanderkindere jusqu'à la future station terminus du métro 3 de la place Albert.
Le problème soulevé par le conseil communal est que le plan initial de la STIB ne prévoit pas un tel prolongement, ce qui pourrait affecter certains voyageurs. En effet, les utilisateurs de la ligne 7 désirant atteindre le métro devront effectuer une double correspondance, d'abord avec le tram 4 à l'arrêt Vanderkindere, ensuite à la station Albert pour prendre leur métro.
Le projet, à la station forestoise Albert, est d'y créer un triple terminus comprenant la ligne de métro 3, ainsi que les trams 4 et 51. Le tram 7 resterait alors limité à seulement deux arrêts de celui-ci.
Face à ce casse-tête logistique, plusieurs alternatives possibles ont été proposées, comme le prolongement de la ligne 7 en surface jusqu'à la place de Rochefort, située en contrebas du Parc de Forest, (moyennant quelques virages serrés sur l'avenue de la Reine Marie-Henriette), où même sous celui-ci par l'utilisation et la modification de la trémie de l'avenue Albert, le creusement d'une courte portion supplémentaire et la construction d'une nouvelle station Rochefort en souterrain.
La solution serait de pouvoir créer, dans la station Albert, un niveau (tram -1) suffisamment grand, comprenant plus de voies et plus de quais d'embarquement, ainsi qu'une arrière-station de voies de garage, afin de pouvoir accueillir à la fois les trams de la ligne 4 et ceux de la ligne 7, à l'instar de la station Rogier des trams 25 et 55.